# Jan Kluj
Jan Kluj (* 27. Februar 1910 in Poznań (Posen); † 7. Dezember 1975 in Mysłowice) war ein polnischer Radsportler und nationaler Meister im Radsport.

## Sportliche Laufbahn
Kluj startete in seiner Laufbahn für die Vereine HCP Poznań und KKS Poznań. Sein größter Erfolg war der Gewinn der polnischen Meisterschaft im Straßenrennen 1946, als er das Rennen trotz eines Sturzes kurz vor dem Ziel für sich entscheiden konnte. In den Jahren 1936 und 1945 gewann er die Bronzemedaillen der polnischen Meisterschaften.

## Familiäres
Er war der Vater von Lech und Marek Kluj, die beide ebenfalls als Radsportler aktiv waren und deren Trainer er auch war.